# Andrej Chramov
Andrej Michajlovič Chramov (in russo Андрей Михайлович Храмов?; Baschiria, 17 gennaio 1981) è un orientista russo.

## Carriera
Chramov vinse i mondiali su lunga distanza nel 2005 ad Aichi, fu terzo nel 2006 ad Aarhus e secondo nel 2007 a Kiev. Nel 2006 (ancora ad Aarhus), nel 2007 (a Kiev) e nel 2010 a Trondheim vinse i mondiali a staffetta per la Russia e nel 2004 a Västerås e nel 2008 a Olomouc l'argento. Vinse il titolo sprint nel 2008 a Olomouc e lo mantenne nel 2009 a Miskolc. Da quando ha vinto la medaglia d'oro ai Campionati del Mondo nel 2005, Chramov ha vinto l'oro ad un Campionato del Mondo ogni anno per sei anni di fila. Nel 2004 si classificò secondo nella Coppa del Mondo e nel 2005 la vinse.